# Fatmir Sejdiu
Fatmir Sejdiu (Pakashticë, 1951. október 23. –) Koszovó első elnöke.

## Fiatalkora
Pakashticëben, Podujeva közelében született. Iskoláit Podujevában végezte, majd a Pristinai Egyetemen tanult tovább, jogi végzettsége van. Ugyanitt doktorált és tanított is.
Albánul, szerbül, franciául és angolul beszél.

## Politikusként
Már 1989-től Ibrahim Rugova közeli munkatársa volt. A Koszovói Demokratikus Közösség (LDK) egyik megszervezője és hosszú időn át főtitkára volt. Mind a 90-es évek illegális kosovói választásainak megszervezésében, mind az immáron ENSZ-protektorátus tartomány alkotmányának megszövegezésében részt vett. Békepárti, higgadt politikusként mindvégig Rugova mellett volt. 2006. február 10-én választották meg Ibrahim Rugova utódjaként Koszovó új elnökének. A 109 szavazóból 80-an szavaztak rá.
2008. január 9-én lemondott, hogy indulhasson az aznapi parlamenti elnökválasztáson. A koszovói parlament a harmadik körben ismét elnöknek választotta a másik jelölttel, Naim Malokuval szemben.

## Családja
Farmir Sejdiu Musafere Sejdiuval kötött házasságot és három fiuk született.

## Külső hivatkozások
- A koszovói elnök hivatalos honlapja (angolul)

| Elődje: – | Koszovó elnöke 2006. február 10. – 2011. április 7. | Utódja: Jakup Krasniqi (ügyvezető elnök) |